# Tyrone Howe
Pour les articles homonymes, voir Howe.
Pas d'image ? Cliquez ici

a Compétitions nationales et continentales officielles uniquement.

b Matchs officiels uniquement.
Tyrone Gyle Howe, né le 2 avril 1971 à Newtownards, est un joueur de rugby à XV irlandais évoluant au poste d'ailier.
Il a évolué avec le XV d'Irlande, parvenant à glaner sa première cape le 10 juin 2000 contre les États-Unis pour une victoire historique 83-3. Il a participé également à la tournée des Lions 2001 en Australie.
Howe a pris sa retraite à la fin de la saison 2005-2006. 

## Province
- 1992-2006 : Ulster

## Palmarès

### Avec l'Irlande
- 14 sélections en équipe nationale
- 30 points
- 6 essais
- Sélections par années : 3 en 2000, 4 en 2001, 1 en 2002, 2 en 2003, 4 en 2004
- Tournois des Six Nations disputés: 2001, 2002, 2004